# Эррера, Лео
Лео-Авраам Эррера (фр. Abraham Léo Errera; 4 сентября 1858[…], Лакен, Брабант — 1 августа 1905, Брюссель) — бельгийский ботаник, педагог, публицист и еврейский общественный деятель; член Королевской академии наук и искусств.

## Биография
Лео Авраам Эррера родился 4 сентября 1858 года в Лакене. В 1874 году получил степень бакалавра в Брюссельском свободном университете.
В 1883 году он был назначен приват-доцентом в Альма-матер, a в 1890 году Лео Эррера стал ординарным профессором Брюссельского университета. 
В 1898 году Эррера был избран членом Бельгийской академии наук и назначен директором Ботанического сада. 
Специальные работы Эрреры печатались Бельгийской академией наук и вышли в 6 томах; некоторые работы Эрреры были переведены на иностранные языки. Он поместил по ботанике статью Micrococcus prodigiosus в Jew. Encyc., где дал естественное объяснение случаям появления крови на гостиях, дававшего повод к обвинению евреев к осквернению гостий (см.). 
Лео Авраам Эррера был членом либеральной партии, интересуясь прежде всего вопросами народного образования: он часто выступал на собраниях. Из его рефератов отметим: «L. Antisémitisme devant la science» (1899 г.) и ряд чтений в 1903 году ο Кишинёвском погроме. 
Эррера много выступал и в печати по еврейскому вопросу. В 1881 году он поместил в «Indépendance Belge» статью ο культурной роли евреев в Средние века в связи с исследованием Маттиаса Шлейдена. 
В 1893 году вышла его книга «Les Juifs russes» (с предисловием Моммзена, 2-е изд., 1903; английский перевод, 1894, немецкий, 1903), где Эррера даёт сведения и по истории евреев России. 
В 1894 году Эррера поместил в бельгийских газетах серию статей ο румынских евреях «L’Intolerance en Roumanie». Эррера часто помещал под различными псевдонимами, чаще «Un vieux juif», статьи по еврейскому вопросу в бельгийской периодической прессе. 
Эррера был в числе учредителей берлинского Gesellschaft zur Förderung der Wissenschaft des Judentums.
Лео Авраам Эррера умер 6 августа 1905 года в Брюсселе.
В 1906 году мраморный бюст Эрреры был поставлен в бельгийской столице в ботаническом институте.